# کاترین کاوشکه
کاترین کاوشکه (آلمانی: Katrin Kauschke؛ زادهٔ ۱۳ سپتامبر ۱۹۷۱) بازیکن هاکی روی چمن اهل آلمان است.